# Eupompha fissiceps
Eupompha fissiceps is een keversoort uit de familie van oliekevers (Meloidae). De wetenschappelijke naam van de soort is voor het eerst geldig gepubliceerd in 1858 door LeConte.